# کاسیکورن بانک
کاسیکورن بانک (تایلندی: ธนาคารกสิกรไทย) بانک تایلندی است، که در زمینه ارائه خدمات بانکداری خرد، مدیریت دارایی، بانکداری شرکتی و عرضه وام‌های مسکن فعالیت می‌کند.
کاسیکورن بانک در سال ۱۹۴۵ تأسیس شد. این بانک هم‌اکنون مالک شبکه‌ای از ۱٫۱۱۲۰ شعبه در تایلند می‌باشد. شعبه مرکزی کاسیکورن بانک در شهر بانکوک، تایلند قرار دارد و بخشی از سهام آن در بازار بورس تایلند معامله می‌شود.